# Arachnodes refulgens
Arachnodes refulgens är en skalbaggsart som beskrevs av Leon Fairmaire 1901. Arachnodes refulgens ingår i släktet Arachnodes och familjen bladhorningar. Inga underarter finns listade.